# پشت‌پفی‌ها
پشت‌پفی‌ها (نام علمی: Dryoscopus) یک سرده از پرندگان خانوادهٔ Malaconotidae یا سنگ‌چشم‌های بیشه است. اعضای آن به نام پشت‌پفی Puffbacks شناخته می‌شوند. این شش گونه، که همگی ظاهر و عادت نسبتاً یکنواختی دارند، بومی مناطق مختلف جنوب صحرای آفریقا هستند. نام Dryoscopus (به معنی "داربان") یک کلمه ترکیبی یونانی است: drus از کلمه یونانی به معنی "درخت" و skopos به معنای "نگهبان یا مراقب" است.

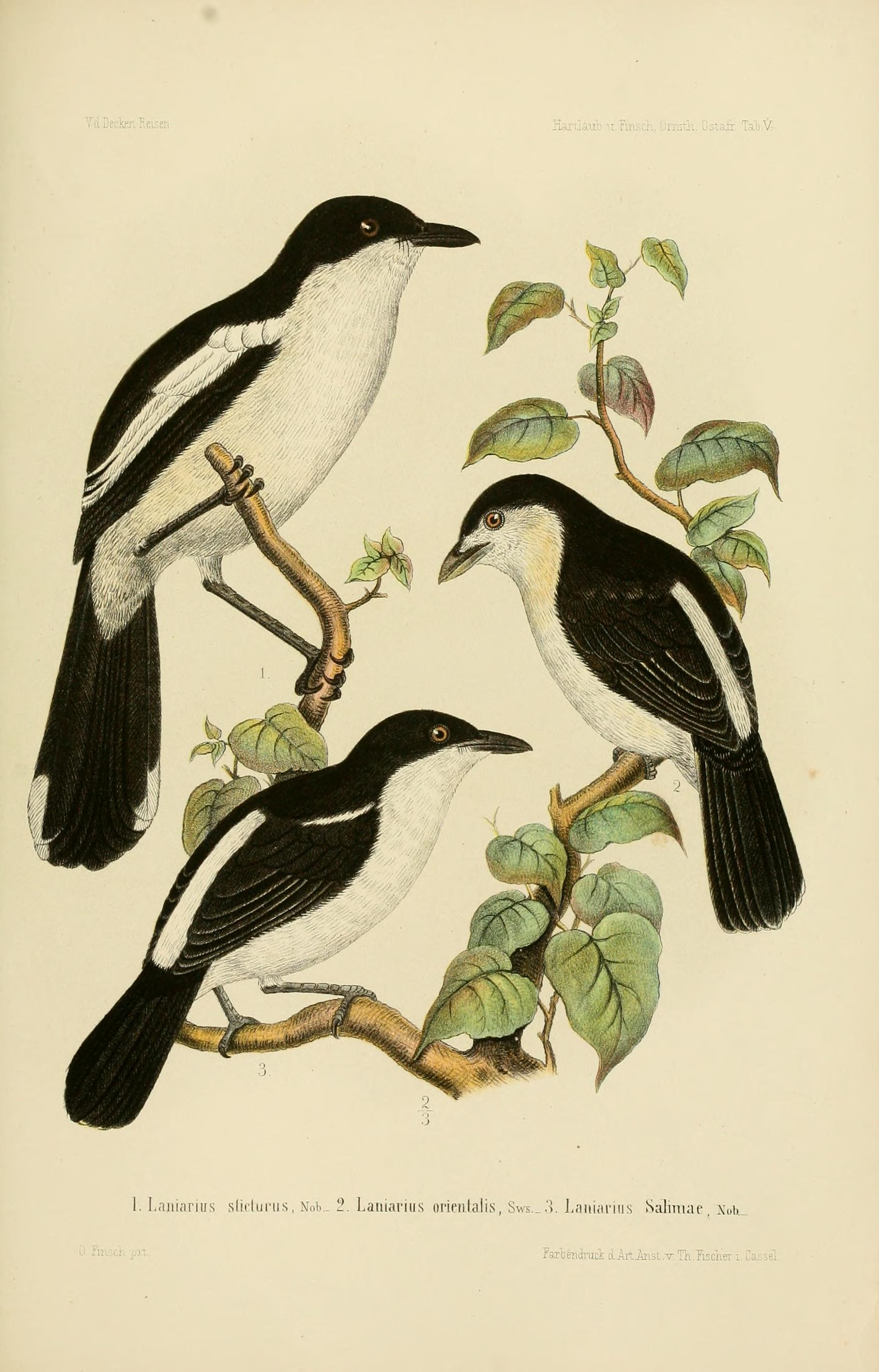
Laniarius (بالا سمت چپ) در مقابل Dryoscopus (زیر و راست)

این سرده دارای شش گونه زیر است.